# Sekretarz Stanu Domu Królewskiego

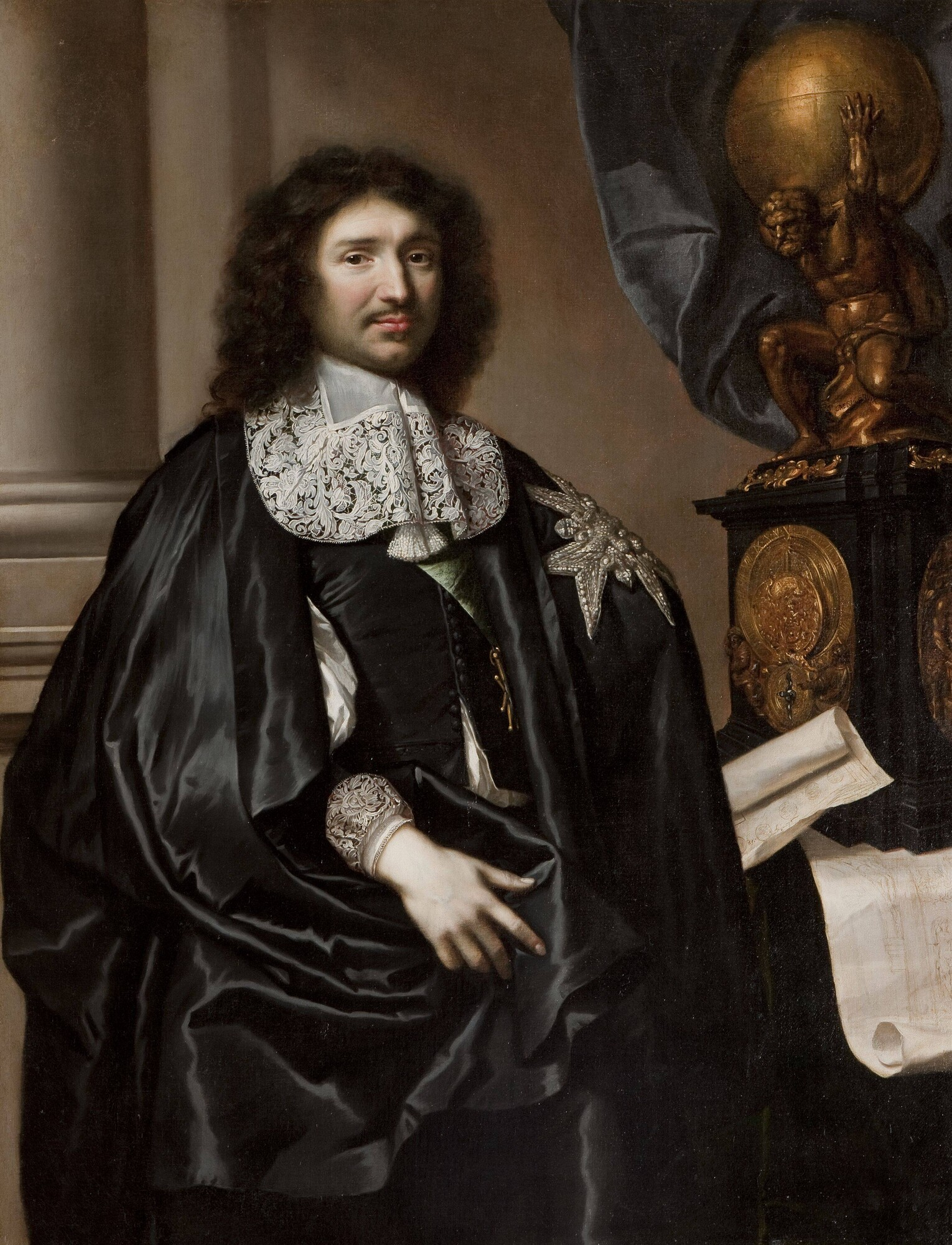
Jean-Baptiste Colbert

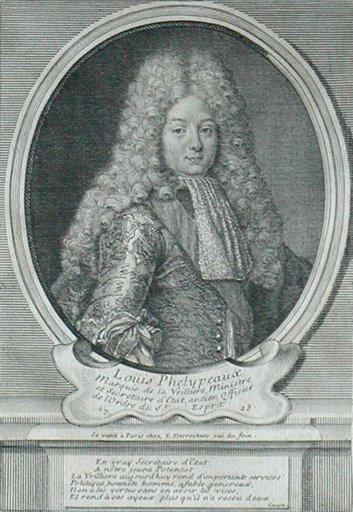
Louis Phélypeaux (1672–1725)

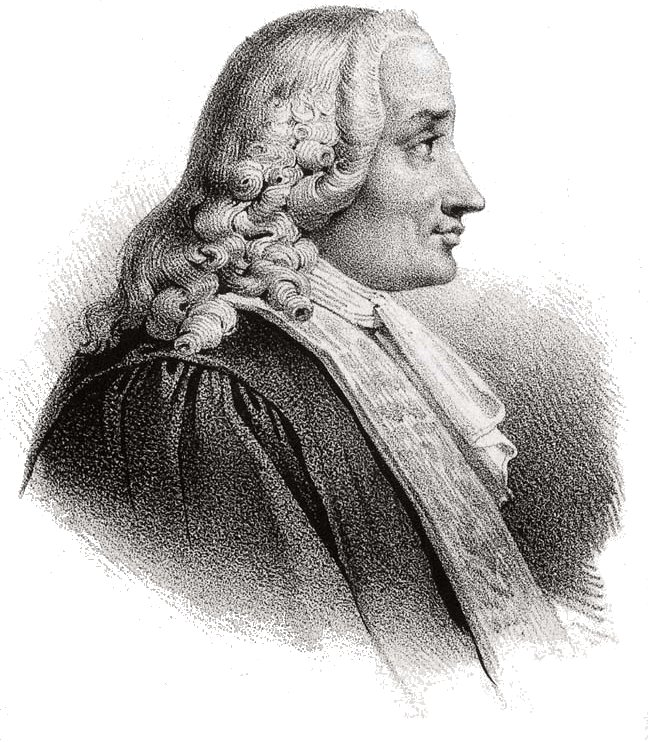
Guillaume-Chrétien de Lamoignon de Malesherbes

Sekretarz Stanu Domu Królewskiego – francuski wysoki urząd państwowy istniejący za Ancien Régime`u. Został utworzony w XVI wieku.
Domena urzędników podzielona była na kilka (początkowo 3, od 1749 roku - 4) działów: „Maison du Roi” (Dom Królewski) - sprawy związane z utrzymaniem i organizacją dworu i wydatków króla, ”Bâtiments du Roi” (budynki królewskie) - ich utrzymanie, Affaires Generales de la Clerge (sprawy relacji z władzami kościelnymi) i po 1749 roku sekretarze stanu ds. protestantów. 
- 1570–1579: Simon Fizes de Sauve
- 1588–1613: Martin Ruzé de Beaulieu
- 1606–1638: Antoine de Loménie de La Ville-aux-Clercs
- 1615–1643: Henri Auguste de Loménie de Brienne
- 1643–1669: Henri de Guénégaud du Plessis-Belleville
- 1669–1683: Jean-Baptiste Colbert (1619–1683), także: Contrôleur *Général des finances, Secrétaire d'État à la Marine, Surintendant des bâtiments, arts et manufactures.
- 1672–1690: Jean-Baptiste Colbert, markiz de Seignelay
- 1690–1699: Louis Phélypeaux (1643–1727), hrabia de Pontchartrain, który był także Contrôleur général des finances i Secrétaire d'État à la Marine.
- 1699–1715: Jérôme de Phélypeaux (1674–1747), hrabia de Pontchartrain, również Secrétaire d'État à la Marine
- 1715–1718: Louis Phélypeaux (1672–1725), markiz de La Vrillière
- 1718–1749: Jean-Frédéric Phélypeaux (1701–1781), również Secrétaire d'État à la Marine (1723–1749)
- 1749–1775: Louis Phélypeaux (1705–1777), markiz, potem książę de La Vrillière, comte de Saint-Florentin
- 1775–1776: Guillaume-Chrétien de Lamoignon de Malesherbes
- 1776–1783: Antoine-Jean Amelot de Chaillou
- 1783–1787: Louis Auguste Le Tonnelier de Breteuil
- 1788–1789: Pierre-Charles Laurent de Villedeuil
- 1789–1791: François-Emmanuel Guignard